# Шнейдер, Герберт
Герберт Шнейдер (нем. Herbert Schneider; 25 июня 1915, Нюрнберг — 23 февраля 1943, Центральная Атлантика) — немецкий офицер-подводник, капитан-лейтенант (1 апреля 1942 года).

## Биография
26 сентября 1934 года поступил на флот кадетом. В 1936 году перешел в ВВС и прошел подготовку летчика-наблюдателя. 1 апреля 1937 года произведен в лейтенанты. В составе легиона «Кондор» весной 1938 года 2 месяца провел в Испании.

## Вторая мировая война
В октябре 1940 года вернулся в ВМФ и зачислен в подводный флот. С 1941 года 1-й вахтенный офицер на подлодке U-123, которой командовал Рейнхард Хардеген.
11 июня 1942 года назначен командиром подлодки U-522 (Тип IX-C), на которой совершил 2 похода (проведя в море в общей сложности 111 суток). Во время первого похода (в Северную Атлантику) потопил 4 судна общим водоизмещением 20 077 брт.
16 января 1943 года награждён Рыцарским крестом Железного креста. Всего за время военных действий Шнейдер потопил 7 судов общим водоизмещением 45 826 т брт повредил 2 судна водоизмещением 12 479 брт.
23 февраля 1943 года подлодка Шнейдера была атакована британским катером «Тотланд» и потоплена, весь экипаж погиб.